# 桓守
桓守（かんしゅ、弘安7年（1284年）- 没年不詳）は鎌倉時代後期の僧。太政大臣・洞院公守の子。母は不明。松岡または岡崎を号す。

## 略歴
嘉暦4年（1329年）2月11日、権僧正のときに第117世天台座主に補任されるが、同年10月8日これを辞任している（『華頂要略』）。その後、法務大僧正に至った（『尊卑分脉』）。建武2年（1335年）正月28日には中宮（珣子内親王）の安産を祈って金剛童子法を修している。弟子に桓豪など。没年は不明だが、22日に没したらしい。